# دانييل إيرفاين
دانييل إيرفاين (بالإنجليزية: Daniel Irvine)‏ هو لاعب دوري الرغبي أسترالي، ولد في 13 فبراير 1982 في Westmead, New South Wales ‏ في أستراليا.